# Rodriguez
Rodriguez är en udde i Antarktis. Den ligger i Västantarktis. Argentina, Chile och Storbritannien gör anspråk på området.
Terrängen inåt land är kuperad. Havet är nära Rodriguez norrut. Trakten är glest befolkad. Närmaste befolkade plats är Esperanza Base, 19,9 kilometer nordväst om Rodriguez. 